# Tegotettix
Tegotettix is een geslacht van rechtvleugeligen uit de familie doornsprinkhanen (Tetrigidae). De wetenschappelijke naam van dit geslacht is voor het eerst geldig gepubliceerd in 1913 door Hancock.

## Soorten
Het geslacht Tegotettix omvat de volgende soorten:
- Tegotettix armatus Hancock, 1913
- Tegotettix celebensis Günther, 1937
- Tegotettix corniculatus Stål, 1877
- Tegotettix cristiferus Günther, 1935
- Tegotettix novaeguineae Günther, 1938
- Tegotettix sagittarius Bolívar, 1887
- Tegotettix siebersi Günther, 1938
- Tegotettix tuberculatus Bolívar, 1887